# Farideh Firoozbakht
Farideh Firoozbakht (18 tháng 3, 1962 – 24 tháng 12, 2019) là một nhà toán học người Iran. Bà đã đề xuất giả thuyết Firoozbakht về phân phối số nguyên tố năm 1982. Bà từng học ngành dược và sau đó học toán tại Đại học Isfahan và giảng dạy toán học tại các trường đại học Iran, bao gồm cả Đại học Isfahan.